# Station Coignières
Station Coignières is een spoorwegstation aan de spoorlijn Paris-Montparnasse - Brest. Het ligt in de Franse gemeente Coignières in het departement Yvelines (Île-de-France).

## Geschiedenis
Het station werd in 1902 door de Compagnie des chemins de fer de l'Ouest geopend aan de op 12 juli 1849 geopende sectie Versailles-Chantiers - Chartres. Sinds zijn opening is het eigendom van de Société nationale des chemins de fer français (SNCF).

## Ligging
Het station ligt op kilometerpunt 34,319 van de spoorlijn Paris-Montparnasse - Brest.

## Diensten
Het station wordt aangedaan door treinen van Transilien lijn N tussen Paris-Montparnasse en Rambouillet

## Vorig en volgend station
| Richting    | Vorig station      | Lijn    | Volgend station | Richting           |
| ----------- | ------------------ | ------- | --------------- | ------------------ |
| Rambouillet | Les Essarts-le-Roi | Trans N | La Verrière     | Paris-Montparnasse |